# Église Saint-Félix-et-Saint-Blaise de Laroque-des-Albères
L'église Saint-Félix-et-Saint-Blaise de Laroque-des-Albères est l'église paroissiale et l'église principale de Laroque-des-Albères, dans le département des Pyrénées-Orientales. L'église est située dans les remparts de l'ancienne ville fortifiée de Laroque, au pied du château, auquel elle est adossée.

## Histoire de l'église
Les origines de l'église Saint-Félix de Laroque sont liées avec la naissance du village et de son château. L'église est citée dans les sources dès l'an 843, quand elle fut confirmée à l'évêque d'Elne par l'empereur Lothaire Ier, sous l'appellation Cella Sancti Felici. Il semblerait cependant que cette mention concerne l'église de Roca-Vella, située à un kilomètre au sud du château, mais qui pourrait avoir été l'ancien village de Laroque (ce que son nom semble indiquer). Il est clairement établi, dès l'époque carolingienne que l'église appartient directement à l'évêché d'Elne, qui est également le suzerain de la seigneurie.
C'est assez tardivement, semble-t-il que l'église paroissiale fut transférée au château. L'église actuelle occupe une salle de l'ancien château, bâtie au XIIIe siècle, qui s'intègre dans les remparts de la ville fortifiée.

## Description de l'édifice
Il s'agit d'un édifice à l'aspect très austère, témoignant de son passé militaire. L'église possède une longue nef unique, sans abside et orientée vers le nord, voûtée en berceau brisé et percée, du côté ouest, par trois chapelles latérales. L'édifice est presque aveugle : deux fenêtres en forme de meurtrière sont présentes à chaque extrémité de la nef, mais celle du côté nord est entièrement occultée par le retable du Maître-Autel. La fenêtre sud a été agrandie de ce fait, sans doute au XVIIIe siècle et une petite lucarne a été percée sur le centre de la voûte, dans le but d'éclairer le retable. 
L'entrée de l'église se situe du côté sud-est et est ornée par un portail en marbre blanc, de style gothique, qui a été installée sur place en 1527, et provenait, à l'origine, de l'église du lieu-dit d'Avalric (commune de Montescot). Le portail, en très mauvais état, était autrefois orné de deux statues représentant saint Pierre et saint Paul, mais qui ont aujourd'hui disparu.

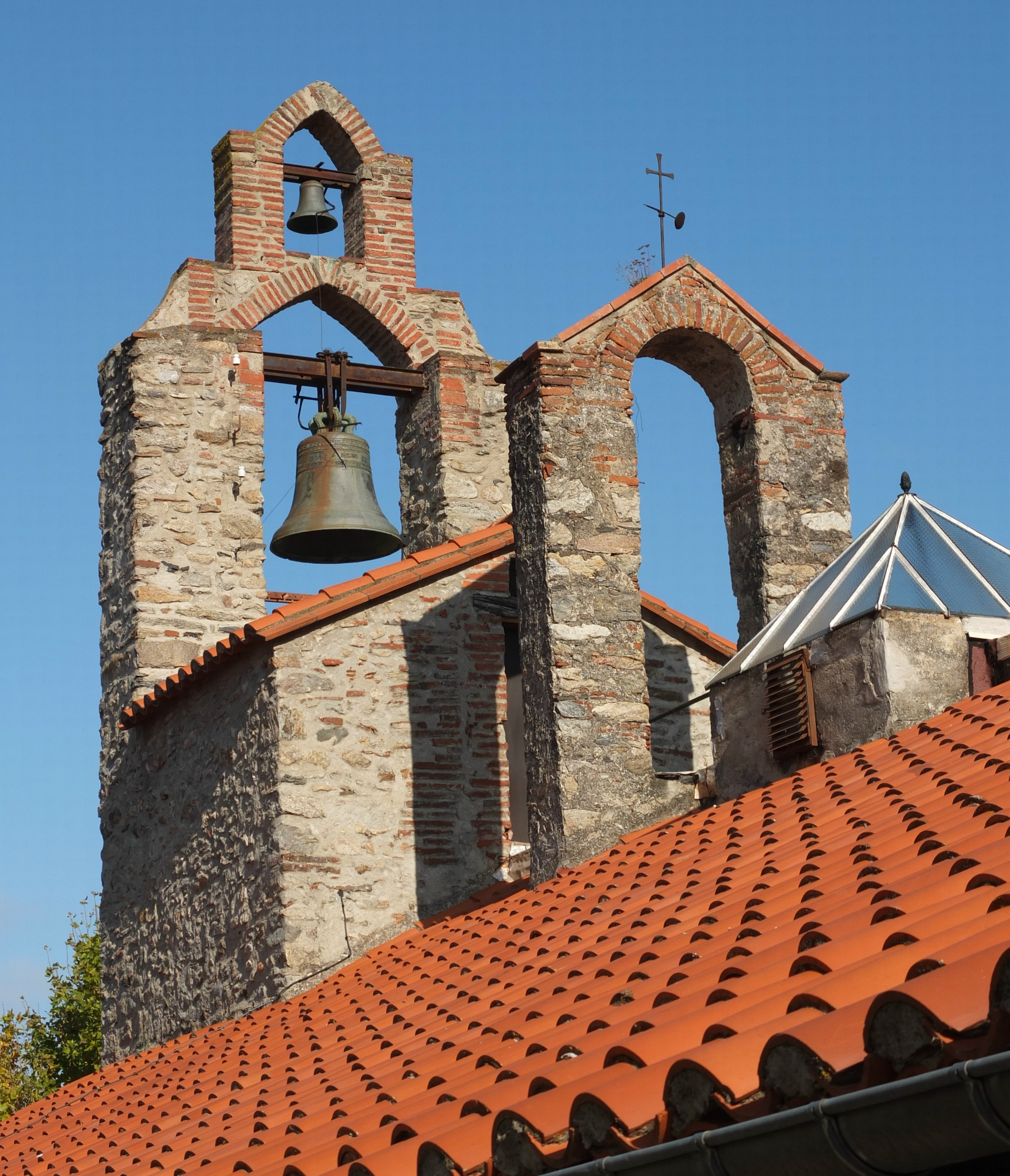
Clocher-mur (vue ouest)
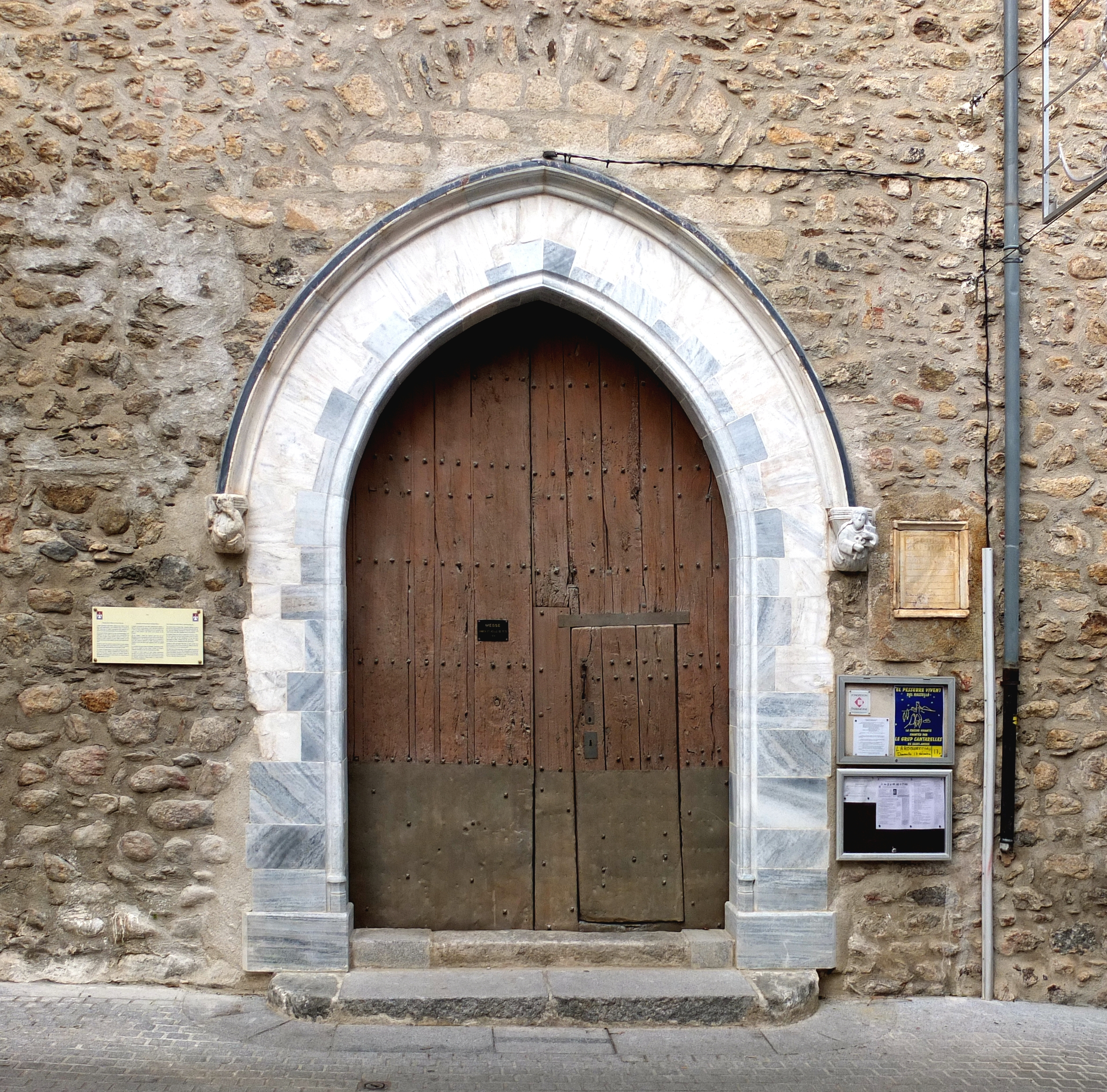
Portail
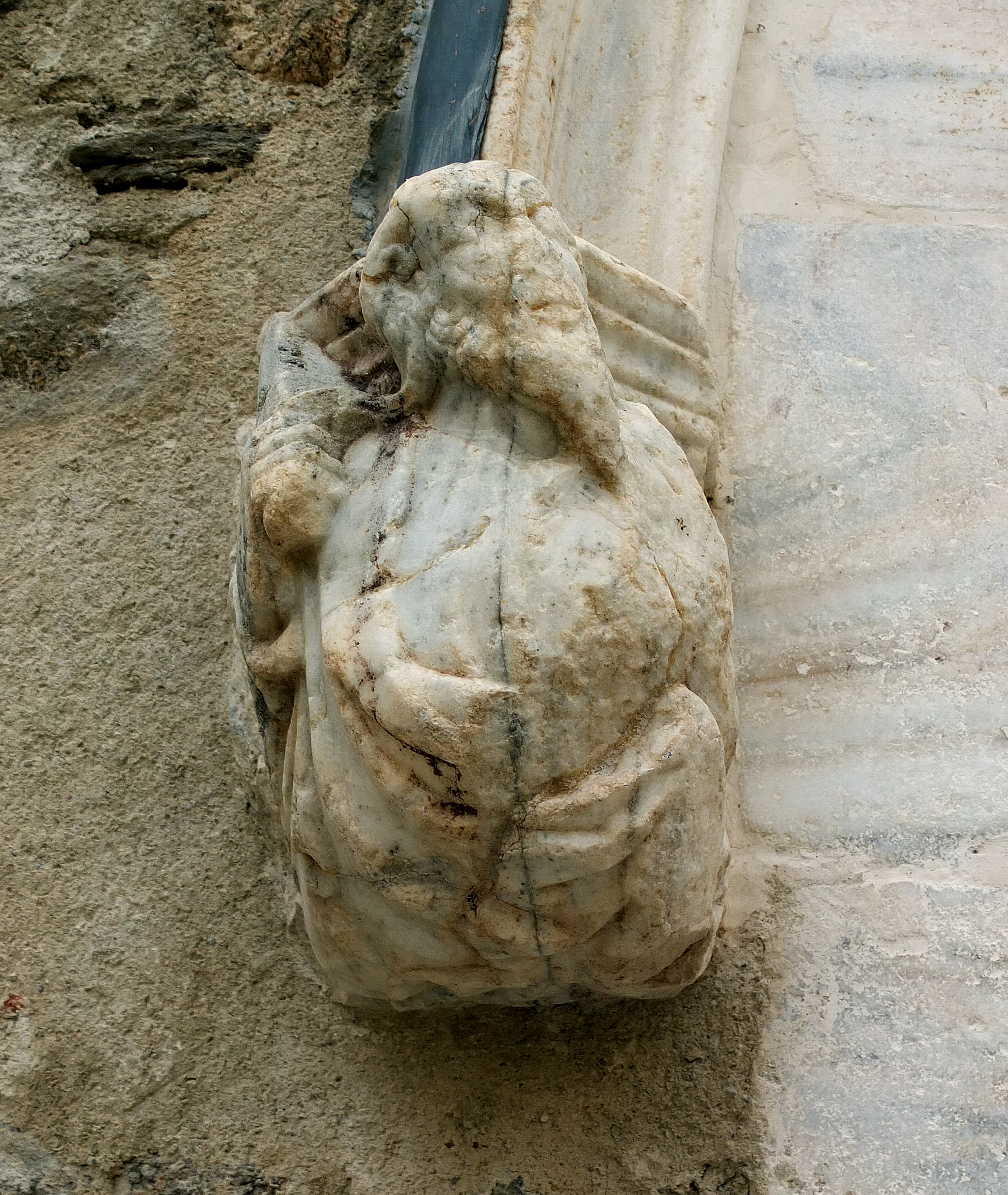
Saint-Félix St Paul (porche)
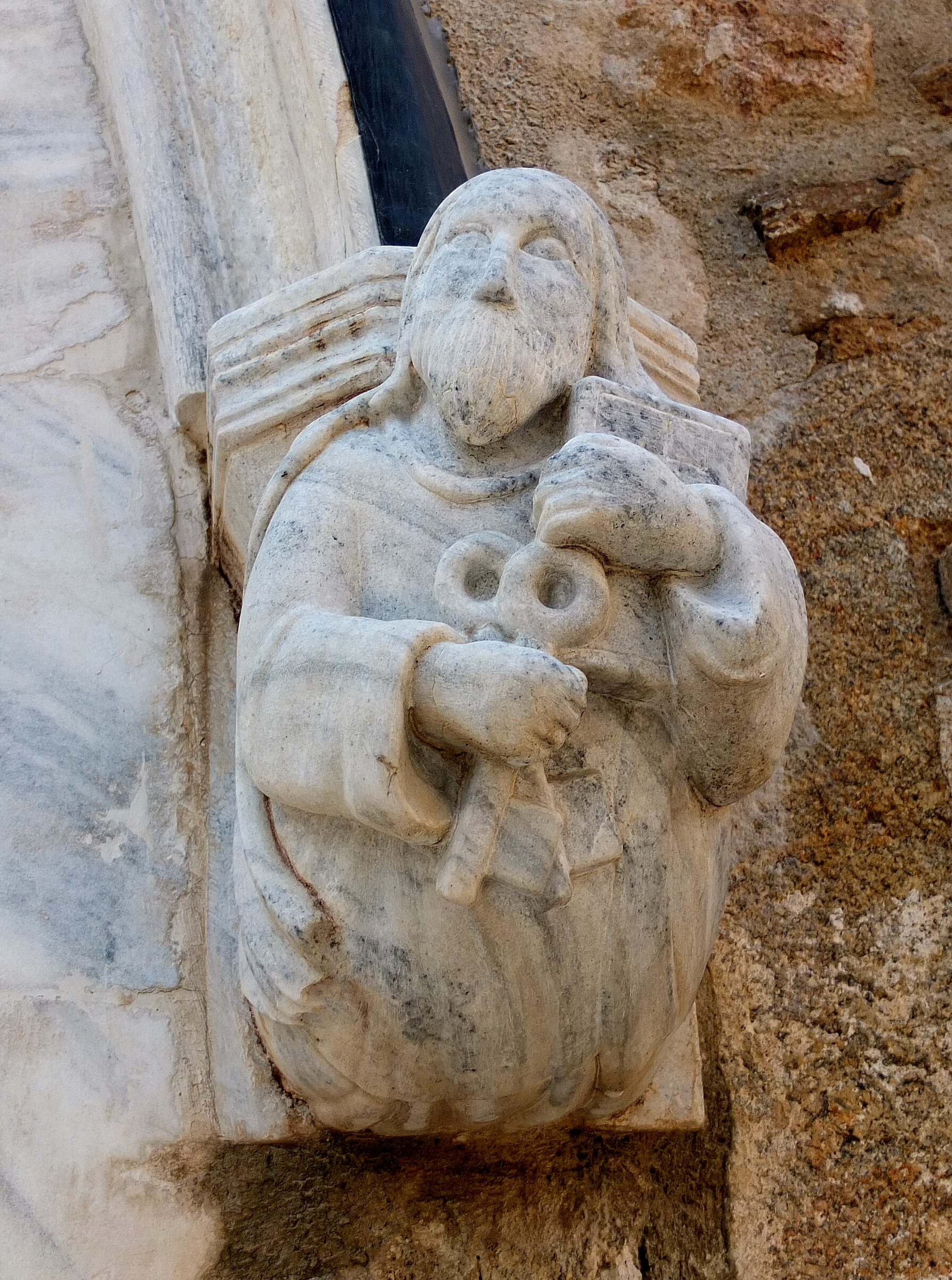
Saint Pierre (porche)
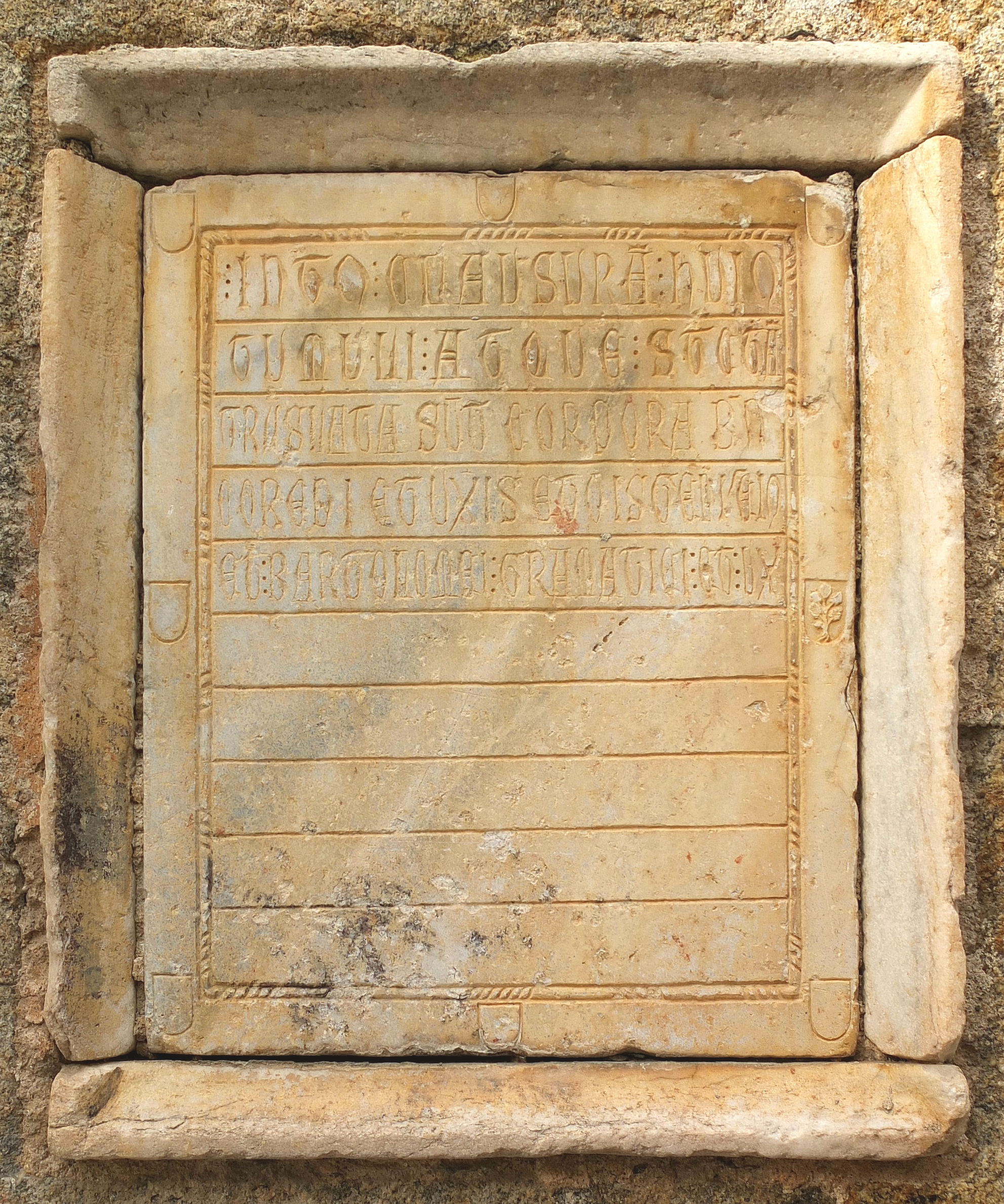
Dalle funéraire de Pierre Correu et Barthélémy Gramatje

## Retables et mobilier
L'église de Laroque-des-Albères est dominée par un grand retable du Maître-Autel, dédié à saint Félix et à saint Blaise, en bois sculpté polychrome, doré à la feuille. Ce retable date du tout début du XVIIIe siècle et est l'œuvre d'un maître dont le nom nous est actuellement inconnu. Toutefois la stylistique de la sculpture laisse penser qu'il s'agirait du travail des ateliers de Joseph Sunyer ou Joseph Navarre, grands maîtres du retable baroque en Roussillon ou d'un maître issu de l'un de leurs ateliers. Il s'agit, avec les retables de Collioure, Baixas ou Prades de l'un des chefs-d'œuvre du baroque catalan en Roussillon.
L'église possède également plusieurs autres retables dignes d'intérêt, dont :
- Le Retable du Christ, du XVIIe siècle, une œuvre de caractère très espagnol.
- Des fragments de l'ancien retable du Maître-Autel, datant du XVe siècle et incorporés aux retables plus récents.